# Slievenamon
Slievenamon (irisch Sliabh na mBan, dt. „Berg der Frauen“) ist der Name eines im Süden des County Tipperary in Irland gelegenen Berges, der 721 Meter hoch ist. Er befindet sich in der Nähe der Stadt Clonmel und bildet das Westende einer Kette niedriger Hügel.

## Legenden
Um den Berg ranken sich viele irische Mythen.
- Die Kinder Lirs kamen hierher, um Bodb Derg zu besuchen (Oidheadh Chlainne Lir, „Die Geschichte der Kinder Lirs“).
- Eochaid grub dort einen Feenhügel auf, um seine geliebte Étaín wiederzufinden (Togail Bruidne Da Derga, „Die Zerstörung der Halle Da Dergas“).
- Der Schweinehirte Rucht stand hier in Diensten, bevor er zum weißen Stier wurde (De chophur in da muccida, „Von der Verwandlung [?] der beiden Schweinehirten“).
- Hier steht einer von Fionn mac Cumhaills steinernen Thronen, von wo aus er die Jagd verfolgte

## Volksbrauchtum
Irische Wettrennen auf den Gipfel beziehen sich auf einen Mythos, bei dem der mythische Krieger Fionn eine neue Braut suchte. Dieser lud alle schönen Mädchen Irlands zu einem Wettrennen um seine Hand ein. Durch Zauber arrangierte er es jedoch so, dass Gráinne als erste eintraf. Dies ist eine volkstümliche Version der Erzählung Diarmuid und Gráinne.
1992 sind die Rennen auf den Berg, die früher als „Ras Sliabh na mBan“ ein Teil der Zeremonien zu Lughnasa waren, offiziell wieder eingeführt worden.
Charles Kickham, der Schriftsteller, Journalist und Revolutionär (er war ein prominentes Mitglied der Irisch Republikanischen Bruderschaft – IRB) widmete dem Berg seinen Song Slievenamon, der eine Art Hymne für Tipperary wurde.